# Xã Calvin, Michigan
Xã Calvin (tiếng Anh: Calvin Township) là một xã thuộc quận Cass, tiểu bang Michigan, Hoa Kỳ. Năm 2010, dân số của xã này là 2.037 người.